# Amadeo
Amadeo é um filme biográfico de drama histórico português sobre o influente pintor português Amadeo de Souza-Cardoso, escrito e realizado por Vicente Alves do Ó, produzido por Pandora da Cunha Telles e Pablo Iraola pela Ukbar Filmes, responsáveis pela série da RTP, A Espia, o filme, Soldado Milhões, e a co-produção do filme, The Man Who Killed Don Quixote, entre outros projectos. O filme faz parte da "trilogia biográfica dos autores portugueses" de Vicente Alves do Ó. A direcção de fotografia está a cargo do conceituado director de fotografia, Rui Poças. É protagonizado por Rafael Morais a interpretar o papel de Amadeo, com Ana Lopes, Raquel Rocha Vieira, Ana Vilela da Costa, Manuela Couto, Lúcia Moniz, Eunice Muñoz, Rogério Samora, Ricardo Barbosa e José Pimentão nos papéis principais.
A narrativa visa a retratar a ascensão do pintor e a criação das suas maiores e mais conhecidas obras. Rodado no final de 2019, a estreia, marcada para o fim de 2020 , foi adiada devido à pandemia de COVID-19, e reagendada para o primeiro semestre de 2021.

## Sinopse
Em 2016, no Grand Palais de Paris, uma exposição sobre Amadeo de Souza-Cardoso recorda-o como um dos maiores pintores de arte moderna. Mas quem foi Amadeo? Nascido em Amarante, uma pequena cidade do norte de Portugal, morreu precocemente, no início do século XX, vítima da gripe espanhola. Amigo de Fernando Pessoa, Pablo Picasso, e da restante elite artística da primeira metade do século XX, Amadeo sobressai pela criatividade. Enquanto vive e trabalha em Paris, conhece Lucie, uma mulher italiana com quem decide casar. De regresso a Portugal, o casal enfrenta o maior dos desafios: continuar a criar sem a inspiração da Cidade das Luzes.

## Elenco
- Rafael Morais como Amadeo de Souza Cardoso
- Ana Lopes como Lucie Pecetto
- Raquel Rocha Vieira como Helena
- Ana Vilela da Costa como Graça de Souza-Cardoso
- Manuela Couto como Emília de Souza-Cardoso
- Lúcia Moniz como Laura
- Eunice Muñoz como Avó
- Rogério Samora como José Emygdio de Souza-Cardoso
- Ricardo Barbosa como Eduardo Viana
- José Pimentão como António
- Pedro Lamares como Tio Chico
- Carla Chambel como Sarah Affonso
- Mariana Pacheco como Marie Laurencin
- Duarte Grilo como Pablo Picasso
- Laura Frederico como Gigi
- Diogo Branco como Alberto Cardoso
- Carmen Santos como Lúcia (Anos 50)
- Elmano Sancho como Max Jacob
- Carolina Amaral como Rosa
- Hugo Nicholson Teixeira como Emmerico Nunes
- Luciano Gomes como Guillaume Apollinaire
- José Neves como Almada Negreiros
- Jorge Vaz Gomes como León Solá
- João Cachola como Modigliani
- Vítor Jardim como Rapaz da Praia